# Collinsia thulensis
Collinsia thulensis är en spindelart som först beskrevs av Jackson 1934.  Collinsia thulensis ingår i släktet collinsior, och familjen täckvävarspindlar. Inga underarter finns listade i Catalogue of Life.